# ボーモン (ピュイ＝ド＝ドーム県)
ボーモン （Beaumont）は、フランス、オーヴェルニュ＝ローヌ＝アルプ地域圏、ピュイ＝ド＝ドーム県のコミューン。

## 地理
アリエ川の支流アルティエール川が流れる。

## 歴史

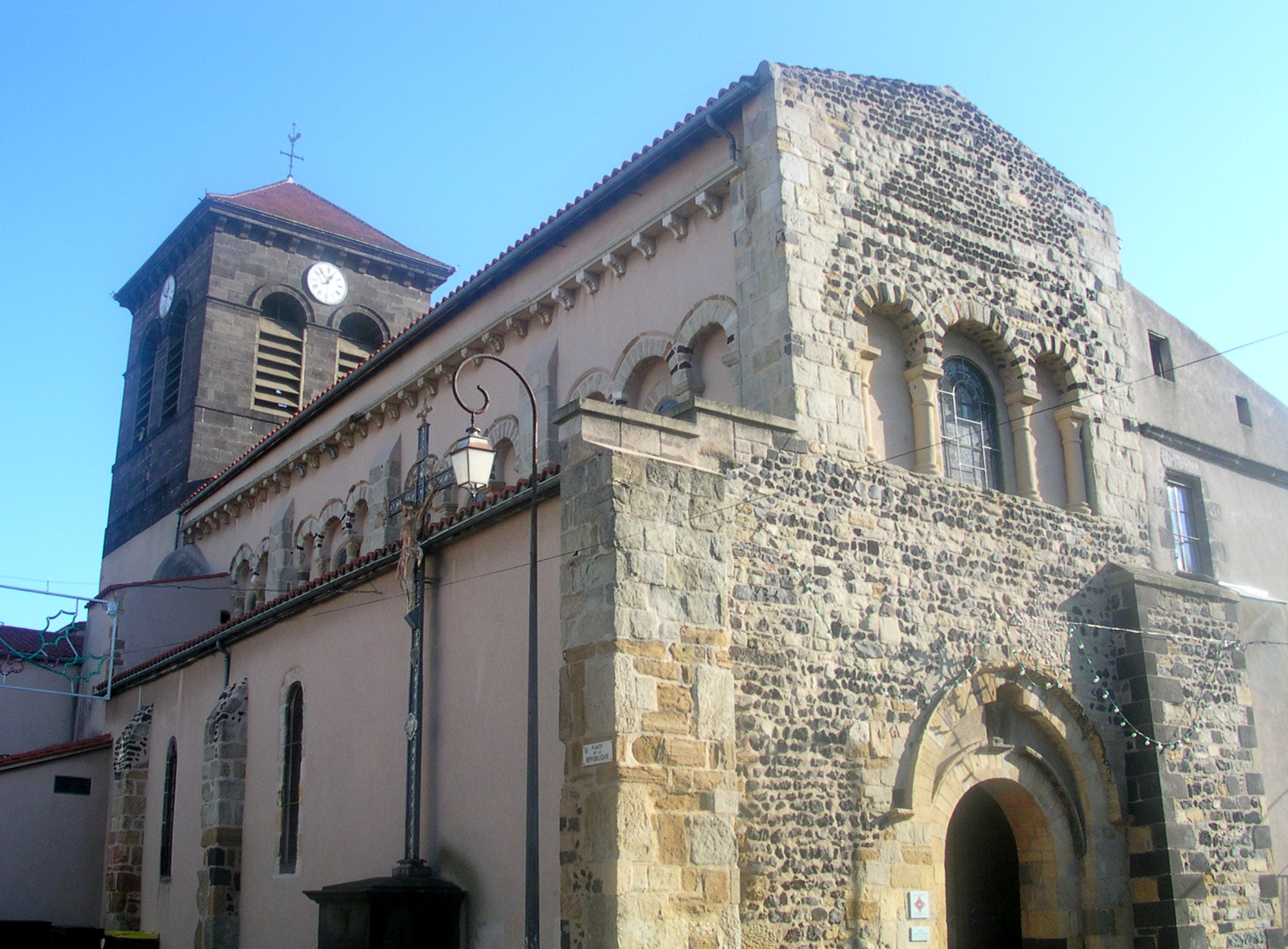
サン・ピエール教会

ボーモンの場所は新石器時代から人が定住している。2002年の発掘調査では、人々が農耕をして定住していたことが判明した。そこには12軒の建物、4つの小屋、9つの囲い地、フェンス、食糧品貯蔵地区、葬祭の場所があった。2004年の発掘調査では、最初の発掘調査の隣のピットや、建物の活動の領域が注目された。
ガロ＝ローマ時代にはアルティエール川に隣接する村の存在が明らかになっている。それは1世紀前半に建てられ、4世紀後半に放棄された。
オーヴェルニュ伯は、おそらく7世紀終わりか8世紀の初頭に、女性のためのベネディクト会派修道院を創設した。この修道院は、13世紀後半と、修道院長エスリーヌの指揮の下で14世紀半ばに最盛期を迎えた。この宗教の共同体はフランス革命によって解消されている。
国民公会時代にはブール・モンターニュ（Bourg-Montagne）と呼ばれていた。

## 人口統計
| 1962年 | 1968年 | 1975年 | 1982年 | 1990年 | 1999年 | 2006年 | 2012年 |
| ------ | ------ | ------ | ------ | ------ | ------ | ------ | ------ |
| 6297   | 6930   | 7580   | 8023   | 9465   | 10741  | 11214  | 10933  |

source=1999年までLdh/EHESS/Cassini、2004年以降INSEE

## 史跡
- サン・ピエール教会 - 11世紀のロマネスク様式。教会はベネディクト会派修道院の回廊と往来ができる。その起源は非常に古く、メロヴィング朝やカロリング朝の柱頭がその証拠である。バシリカ型の建築様式を採用している[6]。革命後、回廊や修道院建物は変えられ、住宅となった。

## 出身者
- オーレリアン・ルジュリー
- オドレイ・トトゥ

## 姉妹都市
- ボプフィンゲン、ドイツ
- ルッシ、イタリア[7]